# Lachen (Bawaria)

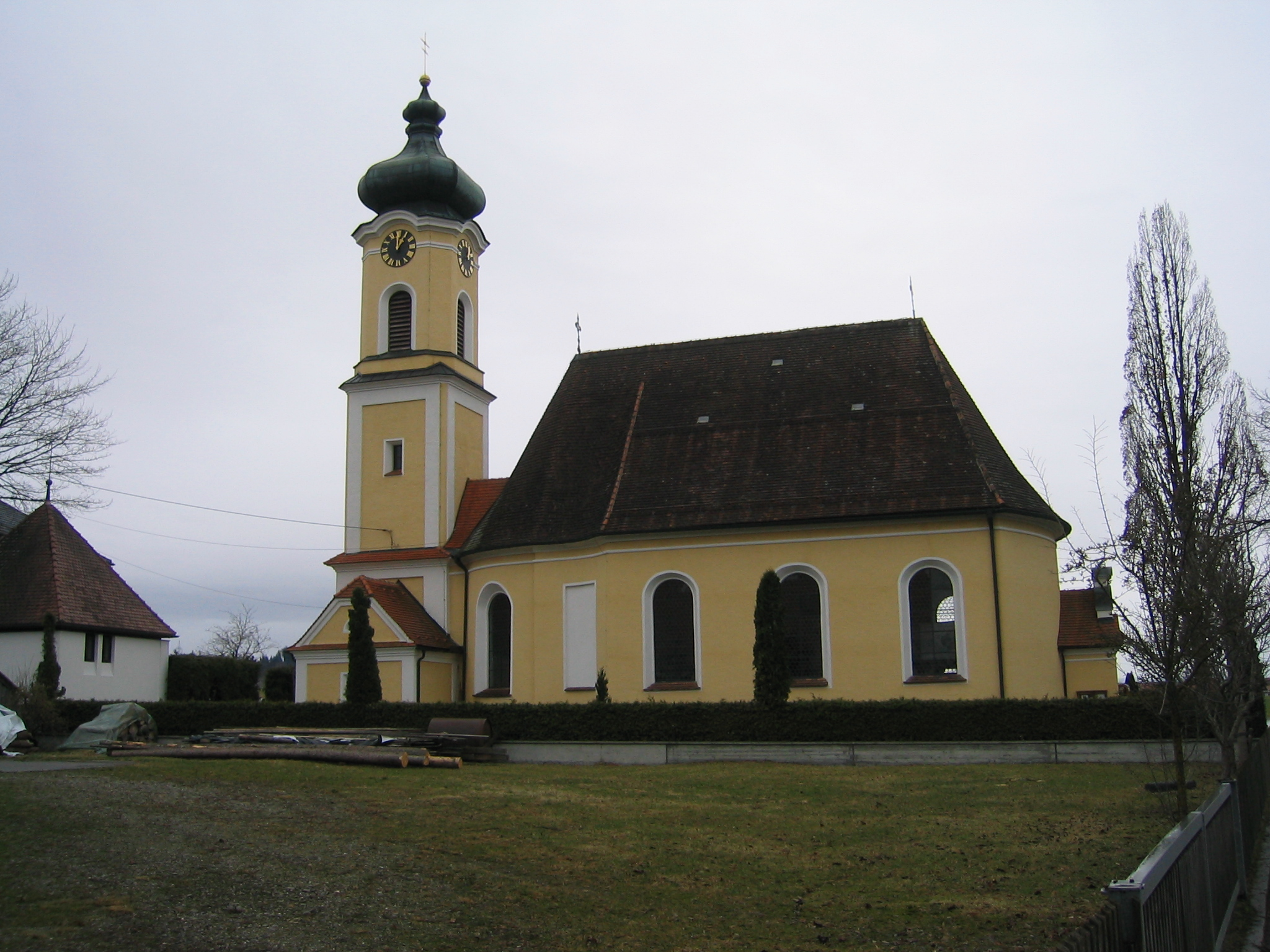
Kościół pw. św. Afry w Lachen (St. Afra)

Lachen – miejscowość i gmina w Niemczech, w kraju związkowym Bawaria, w rejencji Szwabia, w regionie Donau-Iller, w powiecie Unterallgäu, wchodzi w skład wspólnoty administracyjnej Memmingerberg.

## Geografia
Lachen położone jest nad rzekami Kresbach, Hungerbach i Kressenbach, około 6 km na południowy wschód od Memmingen, 100 km na południowy zachód od Monachium i 140 km na północny wschód od Zurychu.
Gmina ma powierzchnię 13,34 km² i zamieszkuje ją 1 479 osób, co daje średnią gęstość zaludnienia 111 osób/km². Z gminą graniczą zaczynając od północy: Benningen, Hawangen, Memmingen, Ottobeuren, Wolfertschwenden i Woringen.

## Dzielnice
W skład gminy wchodzi siedem dzielnic: Lachen, Albishofen, Goßmannshofen, Herbishofen, Hetzlinshofen, Moosbach i Theinselberg.

### Demografia
| Rok  | Liczba mieszkańców |
| ---- | ------------------ |
| 1970 | 1 107              |
| 1987 | 1 116              |
| 2000 | 1 277              |
| 2005 | 1 496              |
| 2007 | 1 414              |

## Historia
Najstarsze wzmianki o miejscowościach Theinselberg i Herbishofen pochodzą z 1097 z zapisów klasztoru Ottobeuren. Następnie pojawiły się źródła o Moosbach z 1152. W 1167 w Theinselbergu i Herbishofen znajdowały się już kościoły. Schizma z 1558 doprowadziła do sporu o kościół pw. św. Afry (St. Afra), w wyniku którego katolicy wybudowali nowy kościół w Theinselbergu. Został on zniszczony poprzez uderzenie pioruna w 1746. Obecny kościół powstał rok później, do którego w 1905 dobudowano neobarokową wieżę i zakrystię.
Dzisiejsza gmina powstała w 1818.

## Zabytki i atrakcje
- katolicki Kościół pw. św. Afry (St. Afra) w Lachen
- odkryte w 1908 sklepienia piwnic oraz mury zamku Theinselberg[2]
- ewangelicki kościół i cmentarz w dzielnicy Theinselberg
- ewangelicki kościół, plebania i cmentarz w dzielnicy Herbishofen
- góra Theinselberg (722 m n.p.m.)
- kaplica w dzielnicy Goßmannshofen
- dom w dzielnicy Moosbach z 1798

## Polityka
Wójtem gminy jest Herbert Rabus (CSU/ÜWG/Bbl). Rada gminy liczy 12 członków.
|      | CSU/ÜWG/Bürgerblock | Freie Wählergemeinschaft | Freie Wähler | Razem |
| 2008 | 6                   | –                        | 6            | 12    |
| 2002 | 7                   | 5                        | –            | 12    |

## Infrastruktura

### Komunikacja
3,5 km od centrum Lachen przebiega autostrada A7 (zjazd 130 Woringen). Około 8 km od gminy znajduje się port lotniczy Memmingen. Przez teren gminy przebiega linia kolejowa Illertalbahn, w przeszłości istniała stacja kolejowa, przez którą przebiegała granica gminy. Obecnie najbliżej położona stacja kolejowa to Memmingen.

### Oświata
Na terenie gminy działa szkoła podstawowa oraz przedszkole w dzielnicy Herbishofen (50 miejsc z 49 dziećmi w 1999).